# Santarém Castanhede
Santarém Castanhede é uma aldeia de São Tomé e Príncipe, localiza-se ao Norte, no distrito da Lobata, ilha de São Tomé, próxima às localidades de Uba Cabra, Mesquita, Gratidão e da localidade denominada Rio Vouga.